# Asamoah Gyan
Asamoah Gyan (n. 22 noiembrie 1985, Accra) este un fotbalist ghanez, care joacă pentru clubul Shanghai SIPG și pentru echipa națională de fotbal a Ghanei.